# Graf Petersena
Graf Petersena – w teorii grafów, szczególny graf kubiczny o 10 wierzchołkach i 15 krawędziach. Nazwany na cześć matematyka Juliusa Petersena, który w 1898 podał go jako przykład grafu regularnego stopnia 3 bez mostów, którego krawędzi nie można pokolorować trzema kolorami.

Graf Petersena
Graf Petersena narysowany z dwoma przecięciami.
Graf Petersena narysowany tak, że wszystkie krawędzie są tej samej długości.

## Własności
Graf Petersena...
- jest silnie regularny stopnia 3.
- jest trójspójny i trójspójny krawędziowo.
- ma ścieżkę Hamiltona, ale nie ma cyklu Hamiltona.
- jest grafem trójdzielnym.
- jest dopełnieniem grafu krawędziowego grafu K5.
- jest symetryczny, to znaczy krawędziowo tranzytywny i wierzchołkowo tranzytywny.
- nie jest grafem planarnym.

Własności grafu Petersena:
| liczba wierzchołków | 10                               |
| liczba krawędzi     | 15                               |
| Stopień             | 3                                |
| liczba chromatyczna | 3                                |
| indeks chromatyczny | 4                                |
| promień             | 2                                |
| średnica            | 2                                |
| obwód               | 5                                |
| widmo               | −2, −2, −2, −2, 1, 1, 1, 1, 1, 3 |

### Inne cechy
- jest najmniejszym żmirłaczem.
- jest najmniejszym grafem kubicznym bez mostów i cykli Hamiltona.
- jest największym grafem kubicznym o średnicy 2.
- jest najmniejszym grafem hipohamiltonowskim.